# Vernon County (Missouri)
Vernon County is een county in de Amerikaanse staat Missouri.
De county heeft een landoppervlakte van 2.160 km² en telt 20.454 inwoners (volkstelling 2000). De hoofdplaats is Nevada.